# Hermann Joseph Muller
Pour les articles homonymes, voir Müller et Hermann Müller (homonymie).
Hermann Joseph Muller (New York, 21 décembre 1890 – Indianapolis, 5 avril 1967) est un généticien américain qui a posé les bases de l'étude des effets des rayonnements ionisants sur le génome. Il est lauréat du prix Nobel de physiologie ou médecine de 1946.

## Biographie
Il commença sa carrière comme élève de Thomas Hunt Morgan (1866-1945) en étudiant les mutations chez la mouche du vinaigre (expériences de mutagénèse aléatoire à partir de 1926). Comme il trouvait que les mutations chez cette mouche ne se produisaient pas assez vite, Muller fut le premier à augmenter le taux de mutation par la chaleur. Toujours pas satisfait, il irradia les mouches au moyen de rayons X de 50 kilovolt et obtint un taux de mutation plus élevé. Il fut ainsi le premier à démontrer, en 1926, que les radiations ionisantes induisent des altérations génétiques. En outre, ses expériences furent menées de manière quantitative, de sorte qu'il put déterminer la fréquence de mutations. En 1946, il est lauréat du prix Nobel de physiologie ou médecine « pour la découverte de la génération de mutations par l'irradiation aux rayons X ».
S'il lui a fallu attendre près de deux décennies avant qu'un prix Nobel vienne récompenser ses travaux, c'est probablement dû en partie à ses idées politiques de gauche, à ses opinions eugénistes et à ses discours souvent impopulaires concernant les risques liés aux irradiations. En 1931, les critiques sévères et les pressions auxquelles Muller fut exposé pour ses opinions le poussèrent à quitter les États-Unis, pour se retrouver un an plus tard en train de diriger le laboratoire de génétique à l'Institut de botanique appliquée de Léningrad.
Toutefois, la domination de Joseph Staline et son désaccord avec les thèses de Lyssenko décidèrent Muller à quitter l'Union soviétique pour l'Écosse, où il eut comme premier élève S. P. Ray-Chaudhuri (1907–1994). Ensemble ils étudièrent la fréquence de mutation et la dépendance entre les doses d'irradiation et les mutations. Vers cette époque, Muller commença à avertir le public des risques de cancer et d'effets génétiques héréditaires encourus par des expositions, pour la plupart inutiles, à des radiations.
Vers la fin des années 1940, le programme des tests d'armes nucléaires avait débuté et Muller retourna aux États-Unis pour critiquer ouvertement les rapports de la Commission de l'énergie atomique des États-Unis concernant les risques associés à la chute des poussières radioactives à l'échelle mondiale. En conséquence, Muller ne se trouvait pas parmi les délégués américains officiels choisis par l'AEC pour la conférence internationale de 1955 des Nations unies sur les utilisations pacifiques de l'énergie atomique. Néanmoins, Muller participa à la réunion et, après que pratiquement chaque orateur eut fait référence à son œuvre, il fut ovationné. En 1955, Muller est l'un des onze signataires du manifeste Russell-Einstein qui met en lumière les dangers créés par les armes nucléaires et appelle les principaux dirigeants du monde à rechercher des solutions pacifiques aux conflits internationaux. Muller est devenu membre étranger de la Royal Society le 23 avril 1953.